# محمد الحلبوسي
محمد ريكان حديد علي الحلبوسي الدليمي (ولد في 4 يناير 1981) سياسي عراقي ورئيس مجلس النواب العراقي السابق ومحافظ الأنبار سابقاً. في 29 أغسطس 2017 صوت مجلس محافظة الأنبار على اختياره لمنصب المحافظ خلفاً للمحافظ السابق صهيب إسماعيل الراوي.
شغل منصب نائب في مجلس النواب العراقي منذ عام 2014، وقد شغلت النائب سميعة محمد الغلاب مقعده في المجلس بعد اختياره محافظاً.
انتخب في يوم 15 سبتمبر 2018 وبدعم قوي من تحالف البناء وأصبح رئيساً لمجلس النواب العراقي. انتخب بالأغلبية المطلقة في يوم 9 يناير 2022 وأصبح رئيساً لمجلس النواب العراقي بدورته الخامسة. يعتبر أول رئيس مجلس نواب عراقي يفوز بدورتين متتاليتين منذ الانتخابات التي جرت عام 2005.

## سيرته الذاتية
ولد محمد ريكان حديد الحلبوسي الدليمي في 4 يناير، 1981 في محافظة الأنبار. وهو متزوج ولديهِ شهادة بكالوريوس في الهندسة المدنية من الجامعة المستنصرية عام 2001/2002، وشهادة ماجستير في الهندسة من الجامعة المستنصرية لعام 2006، ولديه شهادة OSHA للسلامة المهنية وكذلك لديه دبلوم باللغة الإنجليزية من مركز التطوير بالجامعة المستنصرية، وشهادة التحكيم الهندسي من اتحاد المهندسين العرب.

### المؤتمرات التي شارك بها
شارك محمد الحلبوسي في جلسات مؤتمر البرلمان الدولية للسنوات 2014 و2015 و2016، وفي مؤتمر البرلمان الإسلامي لسنة 2016، ومؤتمر تطوير القادة منظمة NDI ومؤتمر وورش عمل المصالحة المجتمعية وتفعيل دور الشباب والمرأة في بناء المجتمع، ومؤتمر وورش عمل إعادة الاستقرار للمدن المحررة.

### العضوية والانتماء
هو عضو في نقابة المهندسين العراقيين، وانضم إليها منذ عام 2002، وعضو في اتحاد رجال الأعمال العراقيين منذ عام 2012، وشغل منصب عضو مجلس النواب للدورة الثالثة لعام 2014، وعضو لجنة حقوق الإنسان في مجلس النواب العراقي لسنة 2014 و2015، وعضو في اللجنة المالية في مجلس النواب العراقي 2015 و2016، ورئيس اللجنة المالية في مجلس النواب العراقي 2016 و2017، وشغل منصب محافظ الأنبار لسنتي 2017 و2018، وفاز بمقعد في مجلس النواب لدورته الرابعة لعام 2018، وشغل منصب رئيس تحالف الأنبار (هويتنا).

## رئاسة البرلمان العراقي
رشّح تحالف البناء محمد الحلبوسي لرئاسة البرلمان العراقي.
في 15 سبتمبر، 2018، انتخب مجلس النواب العراقي محمد الحلبوسي ليكون رئيساً لمجلس النواب، بأغلبية 169 صوتاً، من أصل 298، متفوقاً على خالد العبيدي الذي حصل على 89 صوتاً، وأسامة النجيفي الذي حصل على 19 صوت، ومحمد الخالدي الذي حصل على 4 أصوات، وصوت واحد لكل من طلال الزوبعي ورعد الدهلكي، وسجلت 12 بطاقة فارغة و3 باطلة.
وانتخب حسن الكعبي النائب الأول لهُ، وبشير الحداد نائباً ثانياً له.
في 9 يناير 2022، انتخب مجلس النواب العراقي محمد الحلبوسي ليكون رئيساً لمجلس النواب، بأغلبية 200 صوتاً، من أصل 228، مقابل 14 صوتا لمنافسه محمود المشهداني، فيما اعتبرت 14 بطاقة اقتراع باطلة.

## انهاء العضوية
أصدرت المحكمة الاتحادية العليا في العراق بتأريخ 14 تشرين الثاني 2023 التي تعدّ أعلى سلطة قضائية في البلاد قرارا باتاً ملزماً بإنهاء عضوية رئيس مجلس النواب محمد الحلبوسي بناء على دعوى تقدم بها النائب السابق ليث مصطفى حمود الدليمي وحصل جدل كبير حول شرعية القرار وفق الدستور العراقي .
برّأ القضاء العراقي رئيس البرلمان السابق محمد الحلبوسي من تهمة التزوير التي أُقيل على إثرها من منصبه عام 2023، وهو ما يمنحه القدرة على المشاركة في الانتخابات التشريعية المقبلة في نوفمبر/تشرين الثاني المقبل.